# Mitchell Wiggins
Mitchell Lee Wiggins (Kinston, 28 settembre 1959 – 9 settembre 2024) è stato un cestista e allenatore di pallacanestro statunitense, professionista nella NBA, in Italia, Grecia e Francia.

## Biografia

### Carriera
Venne selezionato dagli Indiana Pacers al primo giro del Draft NBA 1983 (23ª scelta assoluta).
Con gli Stati Uniti disputò i Campionati mondiali del 1982.

### Morte
Wiggins è morto il 9 settembre 2024 all'età di 64 anni.

## Vita privata
Era padre di Andrew Wiggins e di Nick Wiggins.

## Palmarès
- All-USBL Second Team (1988)